# كلية غريتون
كلية غريتون (بالإنجليزية: Girton College )‏ هي إحدى الكليات التابعة لجامعة كامبريدج. تأسست الكلية في عام 1869 على يد إميلي ديفيس وباربارا بوديكون كأول كلية نسائية في كامبريدج. حصلت الكلية على ميثاقها الملكي في 21 أغسطس 1924. في عام 1948 حصلت الكلية على وضع الكلية الكامل من الجامعة، وهو الوقت الذي تم قبول النساء رسميًا في الجامعة. وفي عام 1976 كانت أول كلية نسائية في كامبريدج تصبح مختلطة.

## أبرز الخريجين

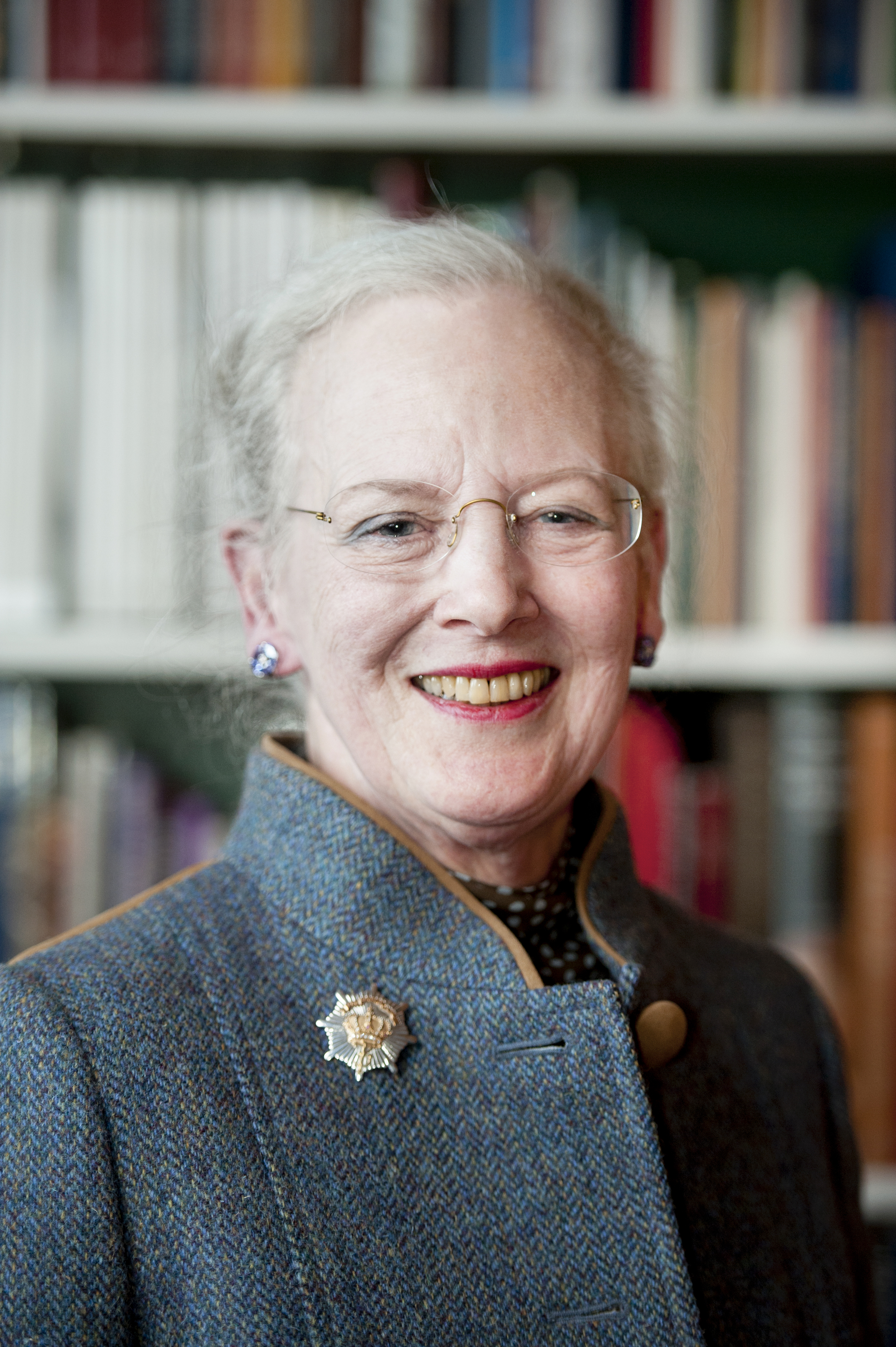
مارغريت الثانية ملكة الدنمارك

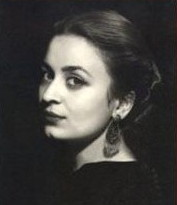
دينا بنت عبد الحميد، ملكة الأردن السابقة

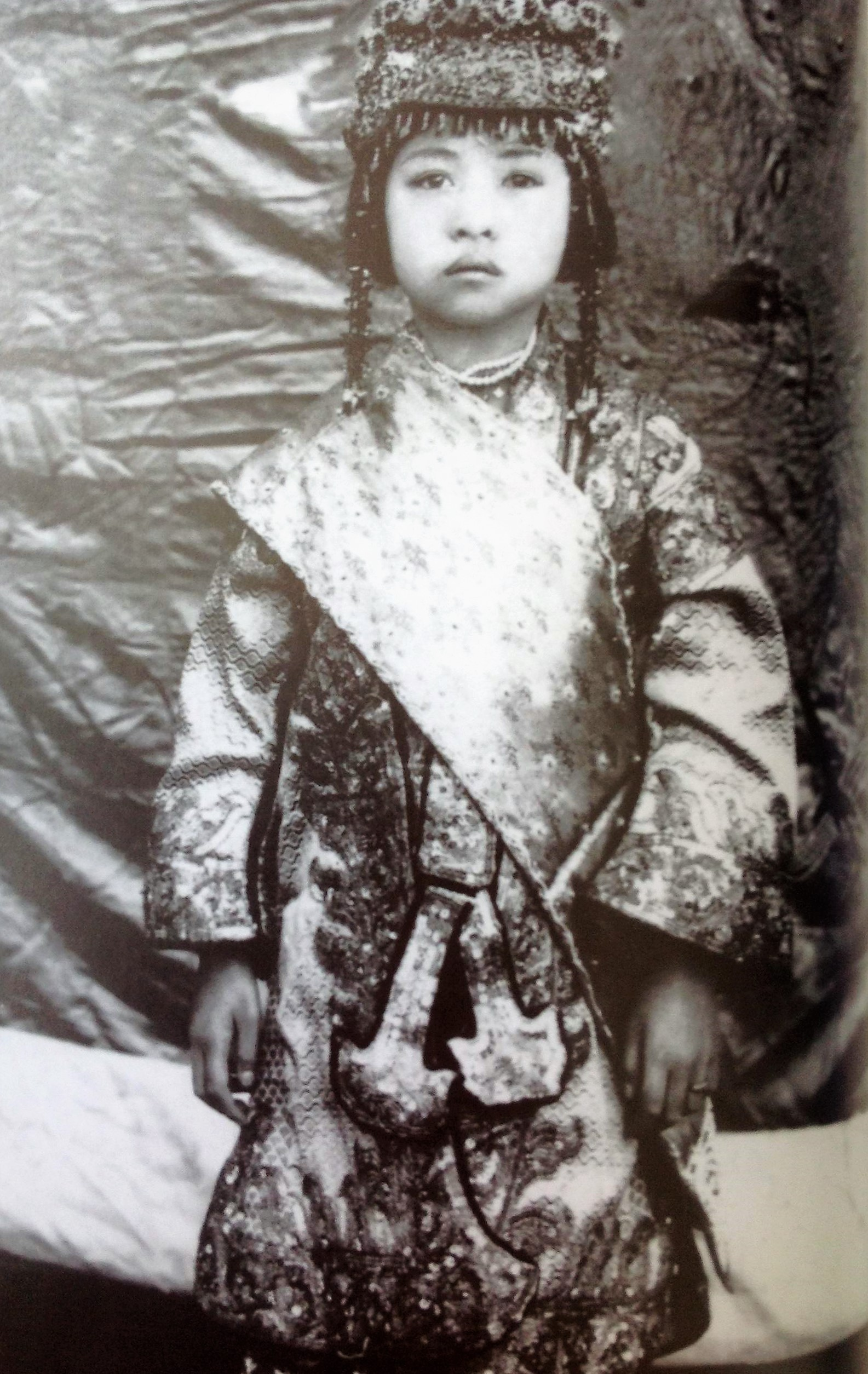
ساو ساندا، اميرة ياونجهوي

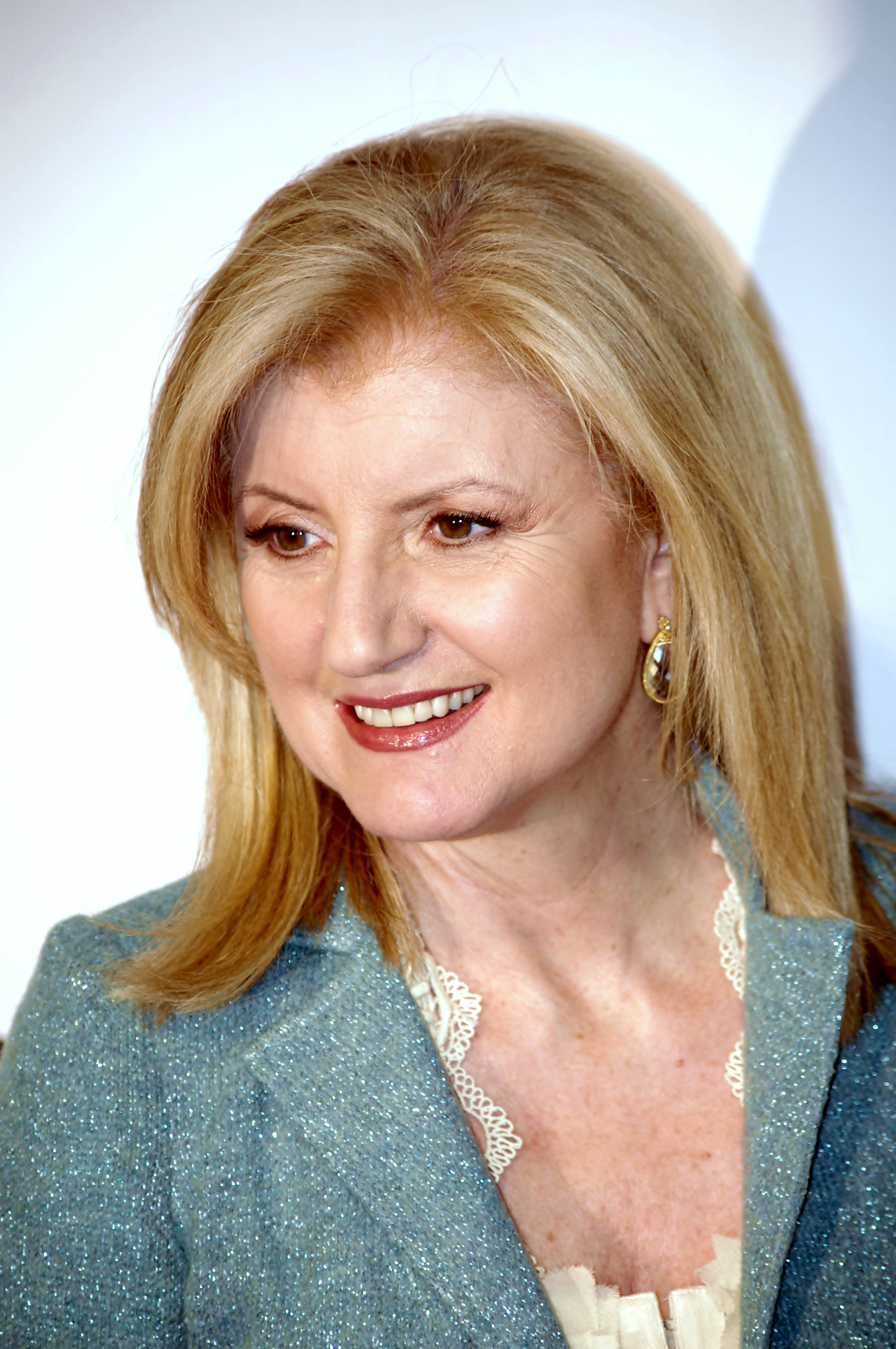
أريانا هافينغتون، رئيسة تحرير صحيفة هافينغتون بوست